# Pheugopedius fasciatoventris
Pheugopedius fasciatoventris là một loài chim trong họ Troglodytidae.